# Озірнянська сільська рада
Озі́рнянська сільська́ ра́да — адміністративно-територіальна одиниця та орган місцевого самоврядування у Звенигородському районі Черкаської області. Адміністративний центр — село Озірна.

## Загальні відомості
- Населення ради: 1 209 осіб (станом на 2001 рік)

## Населені пункти
Сільській раді підпорядковані населені пункти:
- с. Озірна

## Склад ради
Рада складається з 16 депутатів та голови.
- Голова ради: Юхимчук Дмитро Семенович
- Секретар ради: Кердань Людмила Володимирівна

### Керівний склад попередніх скликань
| Прізвище, ім'я, по батькові     | Основні відомості                                                               | Дата обрання | Дата звільнення |
| ------------------------------- | ------------------------------------------------------------------------------- | ------------ | --------------- |
| Недоносок Володимир Олексійович | Сільський голова, 1963 року народження, безпартійний                            | 26.03.2006   | 01.02.2008      |
| Юхимчук Дмитро Семенович        | Сільський голова, 1952 року народження, освіта середня спеціальна               | 30.11.2008   | 31.10.2010      |
| Юхимчук Дмитро Семенович        | Сільський голова, 1952 року народження, освіта середня спеціальна, безпартійний | 31.10.2010   |                 |

Примітка: таблиця складена за даними сайту Верховної Ради України

### Депутати
За результатами місцевих виборів 2010 року депутатами ради стали:

#### За суб'єктами висування
| Суб'єкт висування                                       | Кількість обраних депутатів | %    |
| ------------------------------------------------------- | --------------------------- | ---- |
| Самовисування                                           | 14                          | 87,5 |
| Соціально-екологічна партія «Союз. Чорнобиль. Україна.» | 2                           | 12,5 |

#### За округами
| № округу                                                | Прізвище, ім'я, по батькові     | Дата визнання обраним | Освіта             | Партійна приналежність                                        | Відомості про обраного депутата                   |
| ------------------------------------------------------- | ------------------------------- | --------------------- | ------------------ | ------------------------------------------------------------- | ------------------------------------------------- |
| Соціально-екологічна партія «Союз. Чорнобиль. Україна.» |                                 |                       |                    |                                                               |                                                   |
| 1                                                       | Музиченко Олександр Іванович    | 03.11.2010            | середня спеціальна | член Соціально-екологічної партії «Союз. Чорнобиль. Україна.» | пенсіонер                                         |
| 10                                                      | Біленченко Світлана Іванівна    | 05.11.2010            | середня спеціальна | член Соціально-екологічної партії «Союз. Чорнобиль. Україна.» | Звенигородська ЦРЛ, медична сестра                |
| Самовисування                                           |                                 |                       |                    |                                                               |                                                   |
| 2                                                       | Кердань Людмила Володимирівна   | 05.11.2010            | середня спеціальна | позапартійна                                                  | Озірнянська сільська рада, секретар               |
| 3                                                       | Ганжуга Ольга Анатоліївна       | 05.11.2010            | середня спеціальна | позапартійна                                                  | ТОВ «Звенигородське племпідприємство», бухгалтер  |
| 4                                                       | Янчук Валентина Дмитрівна       | 05.11.2010            | середня спеціальна | позапартійна                                                  | Звенигородська метеостанція, технік-метеоролог    |
| 5                                                       | Левицька Надія Сергіївна        | 05.11.2010            | середня спеціальна | позапартійна                                                  | Озірнянський поштове відділення, завідувачка      |
| 6                                                       | Кравченко Наталія Вікторівна    | 05.11.2010            | незакінчена вища   | член Всеукраїнського об'єднання «Батьківщина»                 | тимчасово не працює                               |
| 7                                                       | Мельниченко Тетяна Іванівна     | 05.11.2010            | вища               | член Партії регіонів                                          | Попівська НВК, вчитель                            |
| 8                                                       | Садова Надія Володимирівна      | 05.11.2010            | середня спеціальна | член Всеукраїнського об'єднання «Батьківщина»                 | Озірнянська сільська рада, землевпорядник         |
| 9                                                       | Жученко Юрій Васильович         | 05.11.2010            | середня спеціальна | позапартійний                                                 | приватний підприємець                             |
| 11                                                      | Непотрібний Володимир Йосипович | 05.11.2010            | середня спеціальна | позапартійний                                                 | пенсіонер                                         |
| 12                                                      | Бондар Галина Володимирівна     | 05.11.2010            | середня спеціальна | позапартійна                                                  | Звенигородська метеостанція, технік-метеоролог    |
| 13                                                      | Бухно Микола Миколайович        | 05.11.2010            | середня спеціальна | позапартійний                                                 | ТОВ «Звенигородське племпідприємство», тракторист |
| 14                                                      | Олійник Олександр Васильович    | 05.11.2010            | вища               | член Партії регіонів                                          | тимчасово не працює                               |
| 15                                                      | Олійник Микола Степанович       | 05.11.2010            | середня спеціальна | член Комуністичної партії України                             | ЗАТ НВФ «Урожай», бригадир                        |
| 16                                                      | Козленко Петро Кузьмович        | 05.11.2010            | середня спеціальна | позапартійний                                                 | пенсіонер                                         |